# 3-я пехотная дивизия (Российская империя)
3-я пехотная дивизия — пехотное соединение Русской императорской армии.
Штаб дивизии: Калуга (1914). В 1879 — 1888 годах дивизия входила в 13-й армейский корпус, с 1 ноября 1888 года — в 17-й армейский корпус, Московский военный округ.

## История

### Формирование
Соединение сформировано 14 июня 1806 года как 14-я дивизия. 31 марта 1811 года переименована в 14-ю пехотную. Первоначально в дивизию входили три пехотные бригады, а также артиллерийская и кавалерийская. Позднее состав частей дивизии и их наименования неоднократно изменялись.
В 1812 году в состав дивизии входили:
- управление
- 1‑я бригада — Тенгинский и Навагинский пехотные полки;
- 2‑я бригада — Эстляндский и Тульский пехотные полки;
- 3‑я бригада — 25‑й и 26‑й егерские полки;
- Два сводно-гренадерских батальона
- 14‑я полевая артиллерийская бригада.

На конец XIX столетия в составе пехотной дивизии находилось четыре полка в четыре батальона в каждом.
Наименования:
- 14.06.1806—31.03.1811 — 14-я дивизия
- 31.03.1811—20.05.1820 — 14-я пехотная дивизия
- 20.05.1820—xx.xx.1918 — 3-я пехотная дивизия

### Боевые действия
- 14-я дивизия входила в состав Русской армии в ходе русско-прусско-французской войне 1806—1807 гг., в ходе которой она участвовала в сражениях при Морунгене, при Янкове, при Прейсиш-Эйлау, при Гуттштадте, при Гейльсберге и под Фридландом.
- Подразделения дивизии участвовали в русско-шведской войне 1808—1809 годов, в частности в осаде Свеаборга, в сражении при Лаппо.
- В кампанию 1812 г. дивизия действовала в составе 1-го отдельного пехотного корпуса генерал-лейтенанта П. Х. Витгенштейна. Дивизия участвовала в делах при Клястицах, Сивошине, Головщине, Свольне, в сражениях при Полоцке, Чашниках и Смолянах. В кампанию 1813 — в обложении крепостей Данциг, Кюстрин и Шпандау, в сражениях при Лютцене и Бауцене. Затем в кампании 1813 и 1814 две бригады под командованием генерал-майора Б. Б. Гельфрейха находились в составе 1‑го пехотного корпуса генерал-лейтенанта А. И. Горчакова в войсках генерала П. Х. Витгенштейна (Богемская армия), сражались под Дрезденом, Кульмом и Лейпцигом, а 1‑я бригада входила в состав отдельного корпуса генерал-лейтенанта М. С. Воронцова в войсках генерала Ф. Ф. Винцингероде (Северная армия) и участвовала в осаде Гамбурга.
- В 1831 3-я пехотная дивизия участвовала в подавлении Польского восстания, в частности, в сражениях при Грохове, при Остроленке и в штурме Варшавы.
- В 1863 подразделения дивизии участвовали в подавлении Польского восстания 1863 — 1864 гг.
- Дивизия приняла участие в русско-турецкой войне 1877 — 1878 гг., в ходе которой, в частности, сражалась в боях под Ловчей, при осаде Плевны, при форсировании Балканского хребта и в битве при Филиппополе.
- В ходе русско-японской войны дивизия принимала участие в сражениях при Ляояне, на реке Шахе и под Мукденом.

В ходе Первой мировой войны:
- 1914 - сражалась в Галицийской битве[4].
- 1916 — Во время Брусиловского прорыва дивизия, действуя в составе 11-й армии, прорвала австрийский фронт у Сапанова (в районе г. Кременец).

3-я пехотная дивизия генерала Шольпа блестяще работала в Брусиловское наступление под Сопановом и Бродами, которые взял Псковский полк (полковник Родцевич-Плотницкий).— А. А. Керсновский. История русской армии

## Состав дивизии (на нач. XX в.)
- Управление
- 1-я бригада (Калуга)

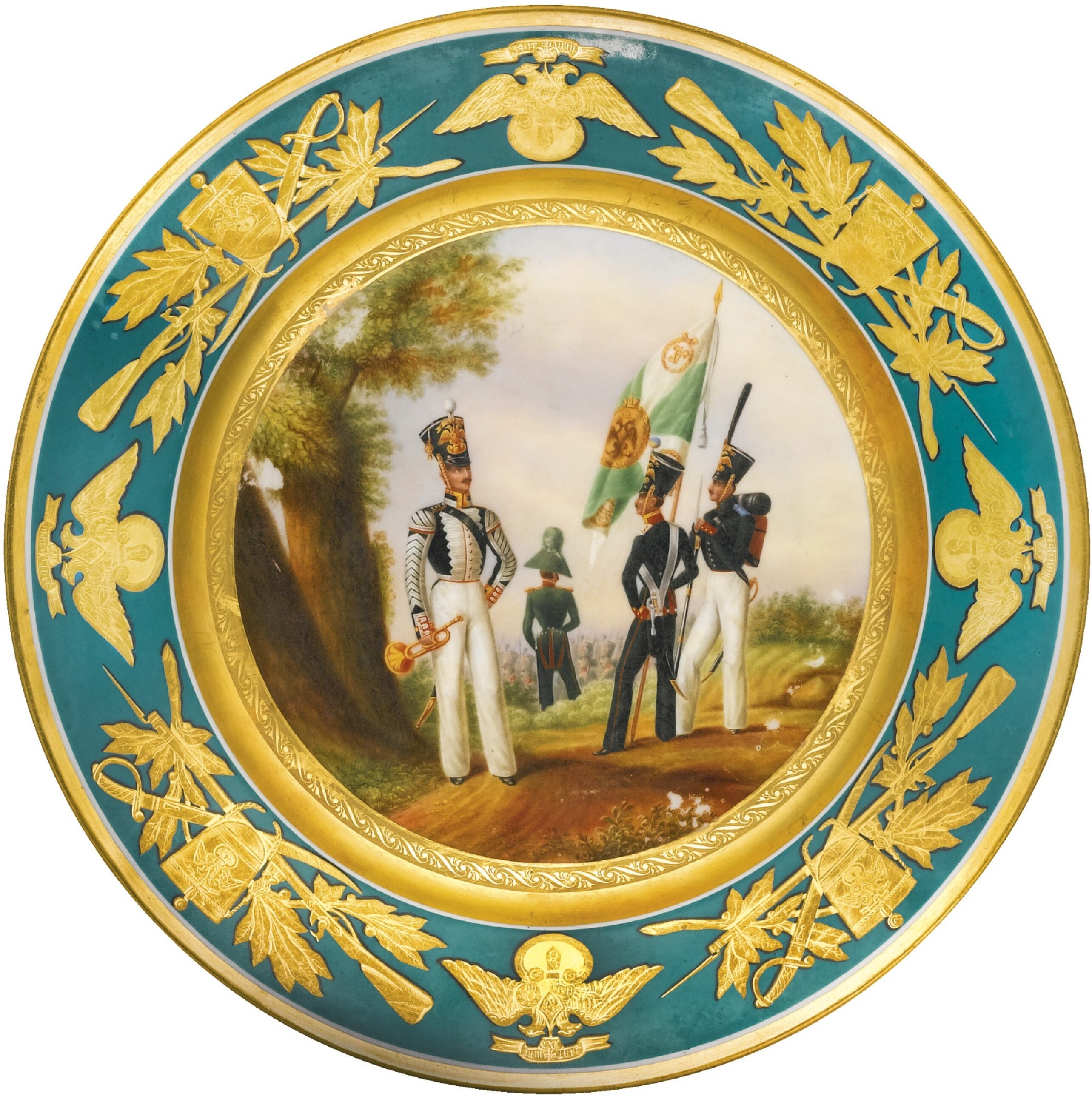
Военнослужащие 3-й пехотной дивизии. Слева направо: Музыкант Великолуцкого егерского полка, Старший офицер Староингерманландского пехотного полка (на заднем плане), подпоручик Новоингерманландского пехотного полка, рядовой Егерского генерал-фельдмаршала князя Кутузова-Смоленского полка, 1840 г.

  - Ингерманландский 9-й пехотный полк
  - Новоингерманландский 10-й пехотный полк
- 2-я бригада (Тула)
  - Псковский 11-й пехотный полк
  - Великолуцкий 12-й пехотный полк
- 3-я артиллерийская бригада (Калуга)

## Командование дивизии

### Начальники дивизии
(Командующий в дореволюционной терминологии означал временно исполняющего обязанности начальника или командира. Должности начальника дивизии соответствовал чин генерал-лейтенанта, и при назначении на эту должность генерал-майоров они оставались командующими до момента своего производства в генерал-лейтенанты).
- 14.06.1806 — 13.01.1807[~ 1] — генерал-лейтенант Анреп, Роман Карлович
- 25.01.1807 — 27.09.1807 — генерал-майор (с 30.08.1807 генерал-лейтенант) Олсуфьев, Захар Дмитриевич
- 27.09.1807 — 24.03.1810[~ 2] — генерал-лейтенант князь Горчаков, Алексей Иванович
  - 06.03.1808 — 29.09.1809 — командующий генерал-майор Алексеев, Иван Степанович
  - 29.09.1809 — 24.02.1810 — командующий генерал-майор Мицкий, Иван Григорьевич
  - 24.02.1810 — 24.03.1810 — командующий генерал-майор Шепелев, Дмитрий Дмитриевич
- 24.03.1810 — 14.09.1810 — генерал-майор Эмме, Иван Фёдорович
- 19.09.1810 — 01.01.1813[~ 3] — генерал-майор (с 18.10.1812 генерал-лейтенант) Сазонов, Иван Терентьевич
  - 13.10.1810 — 13.01.1811 — командующий генерал-майор Эриксон, Иван Матвеевич
  - 24.09.1811 — хх.03.1812 — командующий генерал-майор Гельфрейх, Богдан Борисович
- 01.01.1813 — 16.02.1822 — генерал-майор (с 20.07.1814 генерал-лейтенант) Гельфрейх, Богдан Борисович
- 16.02.1822 — 28.01.1828 — генерал-майор (с 22.08.1826 генерал-лейтенант) Набоков, Иван Александрович
- 28.01.1828 — 22.08.1830 — генерал-майор (с 25.06.1829 генерал-лейтенант) Скобелев, Иван Никитич
- 22.08.1830 — 01.12.1830 — генерал-майор Обручев, Владимир Афанасьевич
- 01.12.1830 — 30.12.1837 — генерал-майор (с 31.03.1831 генерал-лейтенант) Шкурин, Александр Сергеевич
- 30.12.1837 — 22.09.1841 — генерал-лейтенант Отрощенко, Яков Осипович
- 22.09.1841 — 23.03.1847 — генерал-майор (с 11.04.1843 генерал-лейтенант) де Витте, Павел Яковлевич
- 23.03.1847 — 06.12.1848 — генерал-майор (с 06.12.1847 генерал-лейтенант) де Юнкер, Александр Логгинович
- 06.12.1848 — 06.12.1849 — генерал-лейтенант Щербатский, Фёдор Григорьевич
- 06.12.1849 — 06.03.1851 — генерал-лейтенант Игнатьев, Ардалион Дмитриевич
- 11.03.1851 — 04.04.1851 — генерал-лейтенант Бибиков, Василий Петрович
- 20.04.1851 — 16.01.1852 — командующий генерал-майор Любавский, Павел Николаевич
- 16.01.1852 — 16.07.1856 — генерал-майор (с 26.11.1852 генерал-лейтенант) Дик, Егор Афанасьевич
- 16.07.1856 — 20.10.1859 — генерал-лейтенант фон Врангель, Карл Карлович
- 20.10.1859 — 08.08.1863 — генерал-майор (с 30.08.1860 генерал-лейтенант) Гольтгоер, Александр Фёдорович
- 08.08.1863 — 04.04.1876 — генерал-майор (с 30.08.1863 генерал-лейтенант) Ганецкий, Иван Степанович
- 20.04.1876 — хх.хх.1878 — генерал-лейтенант Карцов, Павел Петрович
- 13.04.1878 — 11.07.1889 — генерал-майор (с 30.08.1880 генерал-лейтенант) Корево, Венцеслав Станиславович
- 19.07.1889 — 31.07.1889 — генерал-лейтенант Скалон, Василий Данилович
- 31.07.1889 — 12.04.1892 — генерал-лейтенант Назаров, Николай Николаевич
- 29.04.1892 — 08.05.1900 — генерал-лейтенант Озеров, Алексей Фёдорович
- 19.05.1900 — 08.04.1904 — генерал-майор (с 06.12.1900 генерал-лейтенант) Аспелунд, Виктор Карлович
- 08.04.1904 — 15.02.1905 — генерал-майор (с 16.12.1904 генерал-лейтенант) Янжул, Николай Иванович
- 11.01.1906 — 22.09.1910 — генерал-лейтенант Орлов, Николай Александрович
- 22.09.1910 — 13.11.1914 — генерал-лейтенант Ползиков, Пётр Владимирович
- 13.11.1914 — 17.06.1916 — генерал-лейтенант Булатов, Николай Ильич
- 13.07.1916 — 18.04.1917 — командующий генерал-майор Шольп, Александр Густавович
- 18.04.1917 — хх.хх.хххх — командующий генерал-майор Музеус, Владимир Александрович

### Начальники штаба
Должность начальника штаба дивизии введена 1 января 1857 года.
- 01.01.1857 — 28.11.1857 — подполковник Черняев, Михаил Григорьевич
- 28.11.1857 — 11.08.1864 — подполковник (с 30.08.1860 полковник) Клугин, Лавр Никанорович
- 21.08.1864 — 10.10.1865 — подполковник барон Врангель, Михаил Егорович
- 10.10.1865 — 23.09.1871 — подполковник (с 1869 полковник) Герасимов, Иван Григорьевич
- 15.10.1871[5] — 23.12.1872 — полковник Маныкин-Невструев, Александр Иванович
- 18.01.1873 — 10.01.1878 — подполковник (с 08.04.1873 полковник) Тимрот, Александр Александрович
- 10.01.1878 — 19.09.1883[6] — полковник Сосновский, Юлиан Адамович
  - 27.03.1878 — 02.08.1878 — и. д. ротмистр (с 09.05.1878 штабс-капитан Генерального штаба) Баторский, Александр Александрович
- 23.09.1883 — 04.01.1887 — полковник Аккерман, Евгений Юльевич
- 25.01.1887 — 14.05.1890 — полковник Соколовский, Виктор Адамович
- 23.05.1890 — 27.10.1893 — полковник Петров, Александр Константинович
- 27.10.1893 — 06.02.1896 — полковник Поляков, Владимир Алексеевич
- 29.02.1896 — 31.10.1899 — полковник Угрюмов, Андрей Александрович
- 25.11.1899 — 15.10.1902 — полковник Львов, Иван Николаевич
- 03.11.1902 — 30.05.1904 — полковник Грулёв, Михаил Владимирович
- 01.07.1904 — 25.08.1905 — подполковник (с 06.12.1904 полковник) Цейль, Сергей Владимирович
- 25.10.1905 — 29.05.1908 — подполковник (с 06.12.1907 полковник) Жуков, Сергей Васильевич
- 16.06.1908 — 04.06.1910 — полковник Лащилин, Никандр Аркадьевич
- 21.06.1910 — 03.03.1911 — полковник Щедрин, Константин Фёдорович
- 02.04.1911 — 17.08.1913[~ 4] — полковник Павлюк, Константин Космич
- 17.08.1913 — 31.12.1914 — полковник Серебрянников, Владимир Григорьевич
- 17.01.1915 — 14.05.1915 — и.д. подполковник Комельков, Александр Антонович
- 14.05.1915 — 04.08.1915 — и.д. подполковник Жолынский, Иосиф Иосифович
- 16.08.1915 — 06.12.1915 — и.д. капитан Носков, Евгений Ильич
- 22.01.1916 — 29.02.1916 — генерал-майор Панов, Филипп Петрович
- 01.03.1916 — 25.03.1916 — и.д. капитан Афанасьев, Фёдор Михайлович
- 19.04.1916 — 09.01.1917 — полковник (с 18.07.1916 генерал-майор) Суханов, Пантелеймон Григорьевич
  - хх.05.1916 — хх.хх.1916 — вр. и. о. капитан Афанасьев, Фёдор Михайлович[7]
- 15.01.1917 — 28.04.1917 — генерал-майор Кадошников, Андрей Фёдорович
- 12.05.1917 — 18.09.1917 — генерал-майор Кабалов, Александр Иванович
- 18.09.1917 — хх.хх.хххх — полковник Нидермиллер, Александр Георгиевич

### Командиры 1-й бригады
В период с 28 марта 1857 по 30 августа 1873 должности бригадных командиров были упразднены.
После начала Первой мировой войны в дивизии была оставлена должность только одного бригадного командира, именовавшегося командиром бригады 3-й пехотной дивизии.
- 14.06.1806 — хх.11.1806 — генерал-майор Седморацкий, Александр Карлович
- хх.11.1806 — 29.09.1809[~ 5] — генерал-майор Алексеев, Иван Степанович
  - 06.03.1808 — 29.09.1809 — командующий полковник граф Бензель, Алексей Иванович
- 29.09.1809 — 17.01.1811[~ 6] — генерал-майор Мицкий, Иван Григорьевич
  - 29.09.1809 — 17.01.1811 — командующий полковник Паттон, Александр Яковлевич
- 17.01.1811 —19.02.1814[~ 7] — полковник (с 18.10.1812 генерал-майор) Гарпе, Василий Иванович
- 19.02.1814 — 29.08.1814 — командующий генерал-майор Паттон, Александр Яковлевич
- 29.08.1814 — 28.12.1816 — генерал-майор Лялин, Дмитрий Васильевич
- 28.12.1816 — 30.01.1817 — генерал-майор Яфимович, Иван Львович
- 30.01.1817 — 15.07.1818[~ 8] — генерал-майор Медынцев, Яков Афанасьевич
- 25.11.1818 — 12.09.1820[~ 9][~ 10] — генерал-майор Турчанинов, Павел Петрович
  - 13.07.1819 — 19.03.1820 — командующий полковник Нарышкин, Кирилл Михайлович
  - 19.03.1820 — 23.05.1820 — командующий генерал-майор Петерсен, Иван Фёдорович
  - 23.05.1820 — 11.06.1820 — командующий полковник Нарышкин, Кирилл Михайлович
  - 11.06.1820 — 14.09.1820 — командующий полковник Жуков, Иван Лаврентьевич
- 14.09.1820 — 26.09.1823 — генерал-майор Ладыгин, Николай Иванович
- 26.09.1823 — 23.01.1829 — генерал-майор Любомирский, Константин Ксаверьевич
- 18.02.1829 — 29.03.1829 — генерал-майор Мефтодовский, Иван Ананьевич
- 29.03.1829 — 04.08.1829 — генерал-майор Левандовский, Устин Васильевич
- 22.08.1829 — 28.02.1831[~ 11] — генерал-майор Моренталь, Иван Фёдорович
- 28.02.1831 — 18.10.1831 — генерал-майор Лидерс, Александр Николаевич
- 05.11.1831 — 24.05.1833 — командующий полковник Свечин, Иван Васильевич
- 24.05.1833 — 09.11.1837 — генерал-майор Сумароков, Аполлон Васильевич
- 09.11.1837 — 16.02.1839 — генерал-майор Вольховский, Владимир Дмитриевич
- 16.02.1839 — 06.03.1839 — генерал-майор Голоушев, Александр Фёдорович
- 26.03.1839 — 04.08.1839 — генерал-майор Поляков, Пётр Григорьевич
- 30.08.1839 — 14.01.1842 — генерал-майор Довбышев, Григорий Данилович
- 15.01.1842 — 15.05.1844 — генерал-майор Дебан-Скоротецкий, Викентий Иванович
- 15.05.1844 — 27.11.1849[~ 12] — генерал-майор Даровский, Иван Антонович
- 06.12.1849 — 03.03.1850 — генерал-майор Рот, Христиан Христианович
- 03.03.1850 — 26.02.1851 — генерал-майор Дымман, Ефим Александрович
- 26.02.1851 — 11.12.1854 — генерал-майор Новицкий, Георгий Васильевич
- 12.12.1854 — 07.01.1855 — генерал-майор Рубец, Григорий Петрович
- 07.01.1855 — 17.12.1855 — генерал-майор Адлерберг, Густав Яковлевич
- 17.12.1855 — 12.02.1856 — генерал-майор Лисенко, Осип Львович
- 12.02.1856 — 28.03.1857 — генерал-майор Головачевский, Егор Дмитриевич
- 30.08.1873 — 12.01.1874 — генерал-майор Колодеев, Хрисанф Иванович
- 12.01.1874 — 20.04.1876 — генерал-майор Нарбут, Александр Николаевич
- 27.04.1876 — 03.08.1877 — генерал-майор Коноплянский, Юлиан Яковлевич
- 03.08.1877 — 11.08.1877[~ 13] — генерал-майор Тебякин, Владимир Александрович
- 15.08.1877 — 18.10.1877 — генерал-майор Дандевиль, Виктор Дезидериевич
- 01.01.1878 — 05.04.1878 — генерал-майор Столетов, Николай Григорьевич
- 19.05.1878 — 09.04.1889 — генерал-майор (с 30.08.1888 генерал-лейтенант) Назаров, Николай Николаевич
- 16.04.1889 — 20.02.1891 — генерал-майор Сержпинский, Сигизмунд Фаддеевич
- 03.03.1891 — 01.12.1894[~ 14] — генерал-майор Верёвкин, Николай Васильевич
- 08.12.1894 — 29.01.1901 — генерал-майор Дебогорий-Мокриевич, Николай Павлович
- 09.02.1901 — 09.03.1905 — генерал-майор Защук, Леонид Иосифович
- 09.05.1905 — 18.08.1905 — генерал-майор Де-Витт, Владимир Владимирович
- 18.08.1905 — 13.01.1906 — генерал-майор Кузнецов, Поликарп Алексеевич
- 14.03.1906 — 17.02.1907 — генерал-майор Болотов, Владимир Васильевич
- 12.03.1907 — 30.03.1909 — генерал-майор Снежков, Владимир Николаевич
- 24.04.1909 — 19.07.1914 — генерал-майор Белькович, Леонид Николаевич
- 29.07.1914 — 20.03.1916 — генерал-майор Осипов, Евгений Матвеевич
- 19.04.1916 — 18.04.1917 — генерал-майор Музеус, Владимир Александрович
- 24.04.1917 — 16.05.1917 — командующий полковник Грживо-Домбровский, Владимир Анастасьевич
- 16.05.1917 — хх.хх.хххх — командующий полковник Хлыстов, Николай Николаевич

### Командиры 2-й бригады
- 14.06.1806 — 03.08.1806 — генерал-майор Сукин, Иван Иванович
- 03.08.1806 — 29.09.1809 — генерал-майор барон Герцдорф, Карл Максимович
- 29.09.1809 — 24.02.1810[~ 15] — генерал-майор Ершов, Пётр Иванович
- 25.02.1810 — 17.01.1811[~ 16] — полковник Лялин, Дмитрий Васильевич
- 17.01.1811 — 29.08.1814[~ 17] — генерал-майор (с 20.07.1814 генерал-лейтенант) Гельфрейх, Богдан Борисович
  - 24.09.1811 — хх.03.1812 — командующий полковник Лялин, Дмитрий Васильевич
  - 01.01.1813 — 29.08.1814 — командующий полковник (с 03.01.1813 генерал-майор) Лялин, Дмитрий Васильевич
- 29.08.1814 — 12.01.1815[~ 18] — генерал-майор Паттон, Александр Яковлевич
- 12.01.1815 — 29.05.1815 — командующий генерал-майор принц Вюртембергский, Павел Карл Фридрих
- 29.05.1815 — 19.02.1822 — генерал-майор Мусин-Пушкин, Иван Алексеевич
- 17.04.1822 — 21.04.1826 — генерал-майор Беттихер, Густав Иванович
- 20.05.1826 — 21.10.1830 — генерал-майор Мандерштерн, Карл Егорович
- 21.10.1830 — 18.01.1831 — генерал-майор Петерсен, Иван Фёдорович
- 18.01.1831 — 06.10.1831 — генерал-майор Добрынин, Николай Иванович
- 06.10.1831 — 25.05.1832 — генерал-майор Щербатский, Фёдор Григорьевич[8]
- 09.06.1832 — 05.12.1832 — командующий полковник Ваксмут, Александр Яковлевич
- 05.12.1832 — 24.05.1833 — генерал-майор Брайко, Михаил Григорьевич
- 24.05.1833 — 06.12.1836 — генерал-майор Батурин, Сергей Герасимович
- 06.12.1836 — 01.03.1837 — генерал-майор Гельвиг, Александр Яковлевич
- 01.03.1837 — 24.03.1838 — генерал-майор Белевцов, Дмитрий Николаевич
- 24.03.1838 — 23.10.1838 — генерал-майор Жерков, Александр Васильевич
- 23.10.1838 — 21.01.1840 — генерал-майор Соймонов, Фёдор Иванович
- 21.01.1840 — 28.03.1841 — генерал-майор Гулевич, Андрей Михайлович
- 07.06.1841 — 20.04.1851 — генерал-майор Самарин, Василий Максимович
- 20.04.1851 — 28.03.1857 — генерал-майор Броссе, Павел Фёдорович (Христианович)
- 30.08.1873 — 27.04.1876 — генерал-майор Коноплянский, Юлиан Яковлевич
- до 25.09.1876 — 29.12.1877 — генерал-майор Давыдов, Вадим Денисович
  - 18.10.1877 — 29.12.1877 — и.д.(?) генерал-майор Дандевиль, Виктор Дезидериевич[~ 19]
- 29.12.1877 — 28.01.1889 — генерал-майор граф Комаровский, Дмитрий Егорович
- 28.01.1889 — 20.02.1889 — генерал-майор Риттих, Александр-Пётр Фридрихович
- 20.02.1889 — 02.07.1891 — генерал-майор Тугенгольд, Александр Васильевич
- 09.07.1891 — 09.08.1897 — генерал-майор Вишневский, Николай Николаевич
- 18.08.1897 — 30.03.1900 — генерал-майор Милорадович, Николай Эммануилович
- 04.04.1900 — 23.07.1902 — генерал-майор Редигер, Николай Фёдорович
- 02.11.1902 — 20.08.1905 — генерал-майор Якубинский, Владимир Петрович
- 12.12.1905 — 13.07.1906 — генерал-майор Воронов, Николай Александрович
- 11.08.1906 — 28.03.1907 — генерал-майор Михно, Сергей Дмитриевич
- 29.04.1907 — 16.11.1911 — генерал-майор Язвин, Фёдор Константинович
- 08.12.1911 — 03.05.1913 — генерал-майор Иванов, Николай Яковлевич
- 03.05.1913 — 19.07.1914 — генерал-майор Оглоблев, Александр Семёнович

### Командиры 3-й бригады
В 1833 3-я бригада расформирована.
- 14.06.1806 — 03.08.1806 — генерал-майор барон Герцдорф, Карл Максимович
- 03.08.1806 — хх.11.1806 — генерал-майор Алексеев, Иван Степанович
- хх.11.1806 — 16.08.1807 — генерал-майор Левицкий, Михаил Иванович[~ 20]
- хх.11.1806 — 07.09.1811[~ 21][~ 22] — полковник (с 30.08.1808 генерал-майор) Эриксон, Иван Матвеевич
  - 13.10.1810 — 13.01.1811 — командующий полковник Денисьев, Степан Васильевич
- 07.09.1811 — 30.07.1812[~ 23] — полковник Денисьев, Степан Васильевич
- 30.07.1812 — 27.04.1814 — полковник (с 03.01.1813 генерал-майор) Рот, Логгин Осипович
- 15.08.1814 — 25.12.1815 — генерал-майор Бартоломей, Алексей Иванович
- 25.12.1815 — 20.09.1821[~ 24] — генерал-майор Розен, Фёдор Фёдорович
  - 15.04.1816 — 15.12.1816 — командующий полковник Крыжановский, Андрей Иванович
  - 05.11.1817 — 06.03.1819 — командующий полковник Слюняев, Григорий Дементьевич
- 12.12.1821 — 08.02.1826 — генерал-майор Нарышкин, Кирилл Михайлович
- 19.03.1826 — 18.02.1829 — генерал-майор барон Таубе, Максим Максимович
- 28.02.1829 — 29.03.1829 — генерал-майор Левандовский, Устин Васильевич
- 29.03.1829 — 18.01.1831[~ 25] — генерал-майор Мефтодовский, Иван Ананьевич
- 18.01.1831 — 24.05.1833 — генерал-майор Батурин, Сергей Герасимович

### Помощники начальника дивизии
В период с 28 марта 1857 года по 30 августа 1873 года помощники начальника дивизии фактически являлись бригадными командирами.
- 28.03.1857 — 01.08.1861 — генерал-майор Броссе, Павел Фёдорович (Христианович)
- 01.08.1861 — 14.09.1862 — генерал-майор Эггер, Артур Фёдорович
- 14.09.1862 — 24.03.1868 — генерал-майор Русинов, Фёдор Иванович
- 24.03.1868 — 01.02.1870[~ 26] — генерал-майор Брякилев, Алексей Иванович
- 17.04.1870 — хх.хх.1870 — генерал-майор фон Витте, Август Карлович
- хх.хх.1870 — 30.08.1873[~ 27] — генерал-майор Колодеев, Хрисанф Иванович

### Командиры 3-й артиллерийской бригады
Бригада (под номером 14-м) образована 23 августа 1806 наряду с другими артиллерийскими бригадами, вошедшими в состав 14 новых дивизий, сформированных ранее в том же году.
До 1875 г. должности командира артиллерийской бригады соответствовал чин полковника, а с 17 августа 1875 г. - чин генерал-майора.
- 23.08.1806 — 21.12.1807 — полковник Папков, Пётр Афанасьевич
- 21.12.1807 — 06.10.1809 — полковник Третьяков, Николай Иванович
- 06.10.1809 — 14.02.1811 — полковник Козен Пётр Андреевич
- 14.02.1811 — 16.05.1813 — полковник Штаден, Евстафий Евстафьевич
- 02.05.1816 — 14.04.1818 — полковник Байков, Иван Иванович
- 30.06.1818 — 25.03.1828 — подполковник (с 01.06.1819 полковник) Перрен, Яков Яковлевич
- 16.07.1828 — 30.11.1831 — подполковник (с 27.02.1830 полковник) князь Кропоткин, Степан Алексеевич
- 30.11.1831 — 01.01.1839 — полковник Соколов, Григорий Николаевич
- 15.01.1839 — 20.02.1847 — полковник (с 07.04.1846 генерал-майор) Самсон, Герман Романович
- 11.05.1847 — 24.09.1853 — полковник (с 06.12.1851 генерал-майор) Алопеус, Яков Самойлович
- 21.10.1853 — 26.09.1854 — полковник барон Меллер-Закомельский, Владимир Петрович
- 03.10.1854 — 03.11.1861 — полковник Кабанов, Михаил Матвеевич
- 08.11.1861 — 19.04.1868 — полковник Клавер, Николай Фёдорович
- 19.04.1868 — 19.03.1877 — полковник (с 30.08.1873 генерал-майор) Коль, Карл Германович
- 25.03.1877 — 24.12.1885[~ 28] — полковник (с 02.06.1878 генерал-майор) Золотухин, Александр Николаевич
- 26.01.1886 — хх.хх.1889 — генерал-майор Дыхов, Семён Степанович
- 07.08.1889 — 14.01.1891 — генерал-майор Пивоваров, Михаил Иванович
- 03.03.1891 — 27.09.1895 — генерал-майор Мазинг, Михаил Карлович
- 05.10.1895 — 05.12.1899 — генерал-майор Стогов, Евграф Евграфович
- 29.12.1899 — до 29.12.1900[~ 29] — полковник (с 09.04.1900 генерал-майор) Соханский, Николай Иванович
- 04.01.1901 — 28.04.1903 — генерал-майор Шашурин, Александр Владимирович
- 05.06.1903 — 05.08.1905 — полковник (с 06.12.1903 генерал-майор) Грибунин, Илья Петрович
- 02.07.1905 — 23.11.1908 — генерал-майор Гаитенов, Валериан Михайлович
- 23.11.1908 — 24.01.1909 — генерал-майор Орановский, Николай Алоизиевич
- 23.11.1909 — 27.06.1913 — генерал-майор князь Кантакузен, Михаил Михайлович
- 08.07.1913 — 28.09.1916 — генерал-майор Жаворонков, Иван Иванович
- 28.09.1916 — 25.08.1917[10] — генерал-майор Баньковский, Владимир Александрович
- 25.08.1917 — хх.хх.хххх — генерал-майор Сергеев, Пётр Иванович

### Командиры кавалерийской бригады 14-й дивизии
В 1810 кавалерия выведена из состава дивизии.
- 23.06.1806 — 15.11.1806 — командующий флигель-адъютант полковник Шепелев, Дмитрий Дмитриевич
- 15.11.1806 — 27.06.1807 — генерал-майор фон Кнорринг, Отто Фёдорович
- 27.06.1807 — 13.10.1810 — генерал-майор Шепелев, Дмитрий Дмитриевич

## Люди служившие в дивизии
- Васильев, Георгий Андрианович (1899 — 1975). 1916-1917 воевал в 107-м запасном пехотном полку, ранен, отравлен газом. Позднее советский военачальник, генерал-майор (06.12.1942).
- Севастьянов, Пётр Андреевич (31.12.1887 — 06.05.1942). 1914 — 1918 гг. — командир роты, прапорщик, поручик в 9-м пехотном Ингерманладском полку. Позднее советский военачальник, генерал-майор танковых войск (1940).

## Комментарии
1. ↑  Погиб в сражении при Морунгене. Высочайшим приказом (ВП) от 25.01.1807 исключен из списков убитым.
2. ↑  6 марта 1808 уволен в отпуск до излечения болезни.
3. ↑  Формально г-л. И. Т. Сазонов являлся начальником дивизии до 29 августа 1814 г., однако с 1 января 1813 г. он был уволен в отпуск по болезни.
4. ↑  ВП 17.08.1913 произведён в генерал-майоры с увольнением от службы за болезнью.
5. ↑  С 6 марта 1808 года г-м. И. С. Алексеев являлся командующим всей 14-й дивизией, в связи с чем не мог исполнять обязанности командира бригады.
6. ↑  Фактически, в течение всего этого периода г-м. И. Г. Мицкий являлся командующим всей 14-й дивизией, а также находился в отпуске по ранению, в связи с чем не мог исполнять обязанности командира бригады.
7. ↑  Умер от ран. ВП от 01.10.1814 исключен из списков умершим.
8. ↑  Умер в должности. ВП от 15.07.1818 исключен из списков умершим.
9. ↑  Фактически, с 13 июля 1819 года г-м. П. П. Турчанинов являлся командующим всей 14-й (с 20 мая 1820 года — 3-й) пехотной дивизией, в связи с чем не мог исполнять обязанности командира бригады.
10. ↑  Назначен командиром 1-й бригады 14-й пехотной дивизии, после переформирования этой дивизии в 3-ю пехотную ещё некоторое время занимал должность бригадного командира.
11. ↑  Погиб в сражении. Высочайшим приказом от 28.02.1831 исключен из списков убитым.
12. ↑  Умер в должности. ВП от 27.11.1849 исключен из списков умершим.
13. ↑  В командование не вступал.
14. ↑  Умер в должности. Высочайшим приказом от 01.12.1894 исключен из списков умершим.
15. ↑  Умер в должности. Высочайшим приказом от 24.02.1810 исключен из списков умершим.
16. ↑  До 11 августа 1810 г. являлся командующим бригадой.
17. ↑  В течение этого периода ген. Б. Б. Гельфрейх в разное время являлся командующим всей 14-й пех. дивизией, а также 1-м пех. корпусом, в связи с чем не мог исполнять обязанности командира бригады.
18. ↑  Умер в должности. Высочайшим приказом от 12.05.1815 исключен из списков умершим.
19. ↑  В Списке генералитету по старшинству на 1 ноября 1877 (с. 411) г-м. В.Д. Дандевиль указан в другой должности.
20. ↑  Бригада под командованием г-м. М. И. Левицкого, по сути, временно являлась 4-й пех. бригадой в составе 14-й дивизии.
21. ↑  В 1810 — 1811 гг. г-м. И. М. Эриксон несколько месяцев являлся командующим всей 14-й дивизией, в связи с чем не мог исполнять обязанности командира бригады.
22. ↑  Умер в должности. Высочайшим приказом от  07.09.1811 исключен из списков умершим.
23. ↑  Погиб в ходе войны 1812 г. ВП от 20.10.1812 исключен из списков убитым.
24. ↑  В течение указанного периода неоднократно вступал в должность командующего 14-й (позднее 3-й) пех. дивизии, в связи с чем не мог исполнять обязанности командира бригады.
25. ↑  Умер в должности. ВП от 18.01.1831 исключен из списков умершим.
26. ↑  Умер в должности. Высочайшим приказом от 13.02.1870 исключен из списков умершим.
27. ↑  30.08.1873 после восстановления должностей бригадных командиров назначен командиром 1-й бригады этой же дивизии.
28. ↑  Умер в должности.
29. ↑  Умер в должности, 29.12.1900 исключён из списков умершим.